# Deep Blue - Kaspàrov, 1996, primera partida
Deep Blue – Kaspàrov, 1996, primera partida és una famosa partida d'escacs en què jugaven un humà contra un ordinador. Fou la primera partida del matx de 1996 Deep Blue contra Garri Kaspàrov, i el primer cop en la història que un ordinador d'escacs guanyava un Campió del món d'escacs regnant sota condicions de torneig estàndard (i en particular, control de temps normals).

## Rerefons
Deep Blue era un ordinador desenvolupat per IBM per guanyar el Gran Mestre Garri Kaspàrov, el millor jugador del món del moment d'acord amb la Llista d'Elo de la FIDE. Jugant amb blanques, Deep Blue va guanyar aquesta primera partida del matx, el 10 de febrer de 1996, a Filadèlfia, Pennsilvània. En Kaspàrov remuntà en les següents cinc partides, guanyant-ne tres i empatant-ne dos, vencent finalment la màquina en el matx.

## Detalls de la partida
A continuació hi ha els moviments de la partida, transcrits jugada a jugada, amb els comentaris d'experts jugadors.
|   | a | b | c | d | e | f | g | h |   |
| 8 | a8 negres torre · e8 negres rei · h8 negres torre · a7 negres peó · b7 negres peó · f7 negres peó · g7 negres peó · h7 negres peó · c6 negres cavall · e6 negres peó · f6 negres cavall · d5 negres dama · h5 negres alfil · b4 negres alfil · d4 blanques peó · e3 blanques alfil · f3 blanques cavall · h3 blanques peó · a2 blanques peó · b2 blanques peó · e2 blanques alfil · f2 blanques peó · g2 blanques peó · a1 blanques torre · b1 blanques cavall · d1 blanques dama · f1 blanques torre · g1 blanques rei | a8 negres torre · e8 negres rei · h8 negres torre · a7 negres peó · b7 negres peó · f7 negres peó · g7 negres peó · h7 negres peó · c6 negres cavall · e6 negres peó · f6 negres cavall · d5 negres dama · h5 negres alfil · b4 negres alfil · d4 blanques peó · e3 blanques alfil · f3 blanques cavall · h3 blanques peó · a2 blanques peó · b2 blanques peó · e2 blanques alfil · f2 blanques peó · g2 blanques peó · a1 blanques torre · b1 blanques cavall · d1 blanques dama · f1 blanques torre · g1 blanques rei | a8 negres torre · e8 negres rei · h8 negres torre · a7 negres peó · b7 negres peó · f7 negres peó · g7 negres peó · h7 negres peó · c6 negres cavall · e6 negres peó · f6 negres cavall · d5 negres dama · h5 negres alfil · b4 negres alfil · d4 blanques peó · e3 blanques alfil · f3 blanques cavall · h3 blanques peó · a2 blanques peó · b2 blanques peó · e2 blanques alfil · f2 blanques peó · g2 blanques peó · a1 blanques torre · b1 blanques cavall · d1 blanques dama · f1 blanques torre · g1 blanques rei | a8 negres torre · e8 negres rei · h8 negres torre · a7 negres peó · b7 negres peó · f7 negres peó · g7 negres peó · h7 negres peó · c6 negres cavall · e6 negres peó · f6 negres cavall · d5 negres dama · h5 negres alfil · b4 negres alfil · d4 blanques peó · e3 blanques alfil · f3 blanques cavall · h3 blanques peó · a2 blanques peó · b2 blanques peó · e2 blanques alfil · f2 blanques peó · g2 blanques peó · a1 blanques torre · b1 blanques cavall · d1 blanques dama · f1 blanques torre · g1 blanques rei | a8 negres torre · e8 negres rei · h8 negres torre · a7 negres peó · b7 negres peó · f7 negres peó · g7 negres peó · h7 negres peó · c6 negres cavall · e6 negres peó · f6 negres cavall · d5 negres dama · h5 negres alfil · b4 negres alfil · d4 blanques peó · e3 blanques alfil · f3 blanques cavall · h3 blanques peó · a2 blanques peó · b2 blanques peó · e2 blanques alfil · f2 blanques peó · g2 blanques peó · a1 blanques torre · b1 blanques cavall · d1 blanques dama · f1 blanques torre · g1 blanques rei | a8 negres torre · e8 negres rei · h8 negres torre · a7 negres peó · b7 negres peó · f7 negres peó · g7 negres peó · h7 negres peó · c6 negres cavall · e6 negres peó · f6 negres cavall · d5 negres dama · h5 negres alfil · b4 negres alfil · d4 blanques peó · e3 blanques alfil · f3 blanques cavall · h3 blanques peó · a2 blanques peó · b2 blanques peó · e2 blanques alfil · f2 blanques peó · g2 blanques peó · a1 blanques torre · b1 blanques cavall · d1 blanques dama · f1 blanques torre · g1 blanques rei | a8 negres torre · e8 negres rei · h8 negres torre · a7 negres peó · b7 negres peó · f7 negres peó · g7 negres peó · h7 negres peó · c6 negres cavall · e6 negres peó · f6 negres cavall · d5 negres dama · h5 negres alfil · b4 negres alfil · d4 blanques peó · e3 blanques alfil · f3 blanques cavall · h3 blanques peó · a2 blanques peó · b2 blanques peó · e2 blanques alfil · f2 blanques peó · g2 blanques peó · a1 blanques torre · b1 blanques cavall · d1 blanques dama · f1 blanques torre · g1 blanques rei | a8 negres torre · e8 negres rei · h8 negres torre · a7 negres peó · b7 negres peó · f7 negres peó · g7 negres peó · h7 negres peó · c6 negres cavall · e6 negres peó · f6 negres cavall · d5 negres dama · h5 negres alfil · b4 negres alfil · d4 blanques peó · e3 blanques alfil · f3 blanques cavall · h3 blanques peó · a2 blanques peó · b2 blanques peó · e2 blanques alfil · f2 blanques peó · g2 blanques peó · a1 blanques torre · b1 blanques cavall · d1 blanques dama · f1 blanques torre · g1 blanques rei | 8 |
| 7 | a8 negres torre · e8 negres rei · h8 negres torre · a7 negres peó · b7 negres peó · f7 negres peó · g7 negres peó · h7 negres peó · c6 negres cavall · e6 negres peó · f6 negres cavall · d5 negres dama · h5 negres alfil · b4 negres alfil · d4 blanques peó · e3 blanques alfil · f3 blanques cavall · h3 blanques peó · a2 blanques peó · b2 blanques peó · e2 blanques alfil · f2 blanques peó · g2 blanques peó · a1 blanques torre · b1 blanques cavall · d1 blanques dama · f1 blanques torre · g1 blanques rei | a8 negres torre · e8 negres rei · h8 negres torre · a7 negres peó · b7 negres peó · f7 negres peó · g7 negres peó · h7 negres peó · c6 negres cavall · e6 negres peó · f6 negres cavall · d5 negres dama · h5 negres alfil · b4 negres alfil · d4 blanques peó · e3 blanques alfil · f3 blanques cavall · h3 blanques peó · a2 blanques peó · b2 blanques peó · e2 blanques alfil · f2 blanques peó · g2 blanques peó · a1 blanques torre · b1 blanques cavall · d1 blanques dama · f1 blanques torre · g1 blanques rei | a8 negres torre · e8 negres rei · h8 negres torre · a7 negres peó · b7 negres peó · f7 negres peó · g7 negres peó · h7 negres peó · c6 negres cavall · e6 negres peó · f6 negres cavall · d5 negres dama · h5 negres alfil · b4 negres alfil · d4 blanques peó · e3 blanques alfil · f3 blanques cavall · h3 blanques peó · a2 blanques peó · b2 blanques peó · e2 blanques alfil · f2 blanques peó · g2 blanques peó · a1 blanques torre · b1 blanques cavall · d1 blanques dama · f1 blanques torre · g1 blanques rei | a8 negres torre · e8 negres rei · h8 negres torre · a7 negres peó · b7 negres peó · f7 negres peó · g7 negres peó · h7 negres peó · c6 negres cavall · e6 negres peó · f6 negres cavall · d5 negres dama · h5 negres alfil · b4 negres alfil · d4 blanques peó · e3 blanques alfil · f3 blanques cavall · h3 blanques peó · a2 blanques peó · b2 blanques peó · e2 blanques alfil · f2 blanques peó · g2 blanques peó · a1 blanques torre · b1 blanques cavall · d1 blanques dama · f1 blanques torre · g1 blanques rei | a8 negres torre · e8 negres rei · h8 negres torre · a7 negres peó · b7 negres peó · f7 negres peó · g7 negres peó · h7 negres peó · c6 negres cavall · e6 negres peó · f6 negres cavall · d5 negres dama · h5 negres alfil · b4 negres alfil · d4 blanques peó · e3 blanques alfil · f3 blanques cavall · h3 blanques peó · a2 blanques peó · b2 blanques peó · e2 blanques alfil · f2 blanques peó · g2 blanques peó · a1 blanques torre · b1 blanques cavall · d1 blanques dama · f1 blanques torre · g1 blanques rei | a8 negres torre · e8 negres rei · h8 negres torre · a7 negres peó · b7 negres peó · f7 negres peó · g7 negres peó · h7 negres peó · c6 negres cavall · e6 negres peó · f6 negres cavall · d5 negres dama · h5 negres alfil · b4 negres alfil · d4 blanques peó · e3 blanques alfil · f3 blanques cavall · h3 blanques peó · a2 blanques peó · b2 blanques peó · e2 blanques alfil · f2 blanques peó · g2 blanques peó · a1 blanques torre · b1 blanques cavall · d1 blanques dama · f1 blanques torre · g1 blanques rei | a8 negres torre · e8 negres rei · h8 negres torre · a7 negres peó · b7 negres peó · f7 negres peó · g7 negres peó · h7 negres peó · c6 negres cavall · e6 negres peó · f6 negres cavall · d5 negres dama · h5 negres alfil · b4 negres alfil · d4 blanques peó · e3 blanques alfil · f3 blanques cavall · h3 blanques peó · a2 blanques peó · b2 blanques peó · e2 blanques alfil · f2 blanques peó · g2 blanques peó · a1 blanques torre · b1 blanques cavall · d1 blanques dama · f1 blanques torre · g1 blanques rei | a8 negres torre · e8 negres rei · h8 negres torre · a7 negres peó · b7 negres peó · f7 negres peó · g7 negres peó · h7 negres peó · c6 negres cavall · e6 negres peó · f6 negres cavall · d5 negres dama · h5 negres alfil · b4 negres alfil · d4 blanques peó · e3 blanques alfil · f3 blanques cavall · h3 blanques peó · a2 blanques peó · b2 blanques peó · e2 blanques alfil · f2 blanques peó · g2 blanques peó · a1 blanques torre · b1 blanques cavall · d1 blanques dama · f1 blanques torre · g1 blanques rei | 7 |
| 6 | a8 negres torre · e8 negres rei · h8 negres torre · a7 negres peó · b7 negres peó · f7 negres peó · g7 negres peó · h7 negres peó · c6 negres cavall · e6 negres peó · f6 negres cavall · d5 negres dama · h5 negres alfil · b4 negres alfil · d4 blanques peó · e3 blanques alfil · f3 blanques cavall · h3 blanques peó · a2 blanques peó · b2 blanques peó · e2 blanques alfil · f2 blanques peó · g2 blanques peó · a1 blanques torre · b1 blanques cavall · d1 blanques dama · f1 blanques torre · g1 blanques rei | a8 negres torre · e8 negres rei · h8 negres torre · a7 negres peó · b7 negres peó · f7 negres peó · g7 negres peó · h7 negres peó · c6 negres cavall · e6 negres peó · f6 negres cavall · d5 negres dama · h5 negres alfil · b4 negres alfil · d4 blanques peó · e3 blanques alfil · f3 blanques cavall · h3 blanques peó · a2 blanques peó · b2 blanques peó · e2 blanques alfil · f2 blanques peó · g2 blanques peó · a1 blanques torre · b1 blanques cavall · d1 blanques dama · f1 blanques torre · g1 blanques rei | a8 negres torre · e8 negres rei · h8 negres torre · a7 negres peó · b7 negres peó · f7 negres peó · g7 negres peó · h7 negres peó · c6 negres cavall · e6 negres peó · f6 negres cavall · d5 negres dama · h5 negres alfil · b4 negres alfil · d4 blanques peó · e3 blanques alfil · f3 blanques cavall · h3 blanques peó · a2 blanques peó · b2 blanques peó · e2 blanques alfil · f2 blanques peó · g2 blanques peó · a1 blanques torre · b1 blanques cavall · d1 blanques dama · f1 blanques torre · g1 blanques rei | a8 negres torre · e8 negres rei · h8 negres torre · a7 negres peó · b7 negres peó · f7 negres peó · g7 negres peó · h7 negres peó · c6 negres cavall · e6 negres peó · f6 negres cavall · d5 negres dama · h5 negres alfil · b4 negres alfil · d4 blanques peó · e3 blanques alfil · f3 blanques cavall · h3 blanques peó · a2 blanques peó · b2 blanques peó · e2 blanques alfil · f2 blanques peó · g2 blanques peó · a1 blanques torre · b1 blanques cavall · d1 blanques dama · f1 blanques torre · g1 blanques rei | a8 negres torre · e8 negres rei · h8 negres torre · a7 negres peó · b7 negres peó · f7 negres peó · g7 negres peó · h7 negres peó · c6 negres cavall · e6 negres peó · f6 negres cavall · d5 negres dama · h5 negres alfil · b4 negres alfil · d4 blanques peó · e3 blanques alfil · f3 blanques cavall · h3 blanques peó · a2 blanques peó · b2 blanques peó · e2 blanques alfil · f2 blanques peó · g2 blanques peó · a1 blanques torre · b1 blanques cavall · d1 blanques dama · f1 blanques torre · g1 blanques rei | a8 negres torre · e8 negres rei · h8 negres torre · a7 negres peó · b7 negres peó · f7 negres peó · g7 negres peó · h7 negres peó · c6 negres cavall · e6 negres peó · f6 negres cavall · d5 negres dama · h5 negres alfil · b4 negres alfil · d4 blanques peó · e3 blanques alfil · f3 blanques cavall · h3 blanques peó · a2 blanques peó · b2 blanques peó · e2 blanques alfil · f2 blanques peó · g2 blanques peó · a1 blanques torre · b1 blanques cavall · d1 blanques dama · f1 blanques torre · g1 blanques rei | a8 negres torre · e8 negres rei · h8 negres torre · a7 negres peó · b7 negres peó · f7 negres peó · g7 negres peó · h7 negres peó · c6 negres cavall · e6 negres peó · f6 negres cavall · d5 negres dama · h5 negres alfil · b4 negres alfil · d4 blanques peó · e3 blanques alfil · f3 blanques cavall · h3 blanques peó · a2 blanques peó · b2 blanques peó · e2 blanques alfil · f2 blanques peó · g2 blanques peó · a1 blanques torre · b1 blanques cavall · d1 blanques dama · f1 blanques torre · g1 blanques rei | a8 negres torre · e8 negres rei · h8 negres torre · a7 negres peó · b7 negres peó · f7 negres peó · g7 negres peó · h7 negres peó · c6 negres cavall · e6 negres peó · f6 negres cavall · d5 negres dama · h5 negres alfil · b4 negres alfil · d4 blanques peó · e3 blanques alfil · f3 blanques cavall · h3 blanques peó · a2 blanques peó · b2 blanques peó · e2 blanques alfil · f2 blanques peó · g2 blanques peó · a1 blanques torre · b1 blanques cavall · d1 blanques dama · f1 blanques torre · g1 blanques rei | 6 |
| 5 | a8 negres torre · e8 negres rei · h8 negres torre · a7 negres peó · b7 negres peó · f7 negres peó · g7 negres peó · h7 negres peó · c6 negres cavall · e6 negres peó · f6 negres cavall · d5 negres dama · h5 negres alfil · b4 negres alfil · d4 blanques peó · e3 blanques alfil · f3 blanques cavall · h3 blanques peó · a2 blanques peó · b2 blanques peó · e2 blanques alfil · f2 blanques peó · g2 blanques peó · a1 blanques torre · b1 blanques cavall · d1 blanques dama · f1 blanques torre · g1 blanques rei | a8 negres torre · e8 negres rei · h8 negres torre · a7 negres peó · b7 negres peó · f7 negres peó · g7 negres peó · h7 negres peó · c6 negres cavall · e6 negres peó · f6 negres cavall · d5 negres dama · h5 negres alfil · b4 negres alfil · d4 blanques peó · e3 blanques alfil · f3 blanques cavall · h3 blanques peó · a2 blanques peó · b2 blanques peó · e2 blanques alfil · f2 blanques peó · g2 blanques peó · a1 blanques torre · b1 blanques cavall · d1 blanques dama · f1 blanques torre · g1 blanques rei | a8 negres torre · e8 negres rei · h8 negres torre · a7 negres peó · b7 negres peó · f7 negres peó · g7 negres peó · h7 negres peó · c6 negres cavall · e6 negres peó · f6 negres cavall · d5 negres dama · h5 negres alfil · b4 negres alfil · d4 blanques peó · e3 blanques alfil · f3 blanques cavall · h3 blanques peó · a2 blanques peó · b2 blanques peó · e2 blanques alfil · f2 blanques peó · g2 blanques peó · a1 blanques torre · b1 blanques cavall · d1 blanques dama · f1 blanques torre · g1 blanques rei | a8 negres torre · e8 negres rei · h8 negres torre · a7 negres peó · b7 negres peó · f7 negres peó · g7 negres peó · h7 negres peó · c6 negres cavall · e6 negres peó · f6 negres cavall · d5 negres dama · h5 negres alfil · b4 negres alfil · d4 blanques peó · e3 blanques alfil · f3 blanques cavall · h3 blanques peó · a2 blanques peó · b2 blanques peó · e2 blanques alfil · f2 blanques peó · g2 blanques peó · a1 blanques torre · b1 blanques cavall · d1 blanques dama · f1 blanques torre · g1 blanques rei | a8 negres torre · e8 negres rei · h8 negres torre · a7 negres peó · b7 negres peó · f7 negres peó · g7 negres peó · h7 negres peó · c6 negres cavall · e6 negres peó · f6 negres cavall · d5 negres dama · h5 negres alfil · b4 negres alfil · d4 blanques peó · e3 blanques alfil · f3 blanques cavall · h3 blanques peó · a2 blanques peó · b2 blanques peó · e2 blanques alfil · f2 blanques peó · g2 blanques peó · a1 blanques torre · b1 blanques cavall · d1 blanques dama · f1 blanques torre · g1 blanques rei | a8 negres torre · e8 negres rei · h8 negres torre · a7 negres peó · b7 negres peó · f7 negres peó · g7 negres peó · h7 negres peó · c6 negres cavall · e6 negres peó · f6 negres cavall · d5 negres dama · h5 negres alfil · b4 negres alfil · d4 blanques peó · e3 blanques alfil · f3 blanques cavall · h3 blanques peó · a2 blanques peó · b2 blanques peó · e2 blanques alfil · f2 blanques peó · g2 blanques peó · a1 blanques torre · b1 blanques cavall · d1 blanques dama · f1 blanques torre · g1 blanques rei | a8 negres torre · e8 negres rei · h8 negres torre · a7 negres peó · b7 negres peó · f7 negres peó · g7 negres peó · h7 negres peó · c6 negres cavall · e6 negres peó · f6 negres cavall · d5 negres dama · h5 negres alfil · b4 negres alfil · d4 blanques peó · e3 blanques alfil · f3 blanques cavall · h3 blanques peó · a2 blanques peó · b2 blanques peó · e2 blanques alfil · f2 blanques peó · g2 blanques peó · a1 blanques torre · b1 blanques cavall · d1 blanques dama · f1 blanques torre · g1 blanques rei | a8 negres torre · e8 negres rei · h8 negres torre · a7 negres peó · b7 negres peó · f7 negres peó · g7 negres peó · h7 negres peó · c6 negres cavall · e6 negres peó · f6 negres cavall · d5 negres dama · h5 negres alfil · b4 negres alfil · d4 blanques peó · e3 blanques alfil · f3 blanques cavall · h3 blanques peó · a2 blanques peó · b2 blanques peó · e2 blanques alfil · f2 blanques peó · g2 blanques peó · a1 blanques torre · b1 blanques cavall · d1 blanques dama · f1 blanques torre · g1 blanques rei | 5 |
| 4 | a8 negres torre · e8 negres rei · h8 negres torre · a7 negres peó · b7 negres peó · f7 negres peó · g7 negres peó · h7 negres peó · c6 negres cavall · e6 negres peó · f6 negres cavall · d5 negres dama · h5 negres alfil · b4 negres alfil · d4 blanques peó · e3 blanques alfil · f3 blanques cavall · h3 blanques peó · a2 blanques peó · b2 blanques peó · e2 blanques alfil · f2 blanques peó · g2 blanques peó · a1 blanques torre · b1 blanques cavall · d1 blanques dama · f1 blanques torre · g1 blanques rei | a8 negres torre · e8 negres rei · h8 negres torre · a7 negres peó · b7 negres peó · f7 negres peó · g7 negres peó · h7 negres peó · c6 negres cavall · e6 negres peó · f6 negres cavall · d5 negres dama · h5 negres alfil · b4 negres alfil · d4 blanques peó · e3 blanques alfil · f3 blanques cavall · h3 blanques peó · a2 blanques peó · b2 blanques peó · e2 blanques alfil · f2 blanques peó · g2 blanques peó · a1 blanques torre · b1 blanques cavall · d1 blanques dama · f1 blanques torre · g1 blanques rei | a8 negres torre · e8 negres rei · h8 negres torre · a7 negres peó · b7 negres peó · f7 negres peó · g7 negres peó · h7 negres peó · c6 negres cavall · e6 negres peó · f6 negres cavall · d5 negres dama · h5 negres alfil · b4 negres alfil · d4 blanques peó · e3 blanques alfil · f3 blanques cavall · h3 blanques peó · a2 blanques peó · b2 blanques peó · e2 blanques alfil · f2 blanques peó · g2 blanques peó · a1 blanques torre · b1 blanques cavall · d1 blanques dama · f1 blanques torre · g1 blanques rei | a8 negres torre · e8 negres rei · h8 negres torre · a7 negres peó · b7 negres peó · f7 negres peó · g7 negres peó · h7 negres peó · c6 negres cavall · e6 negres peó · f6 negres cavall · d5 negres dama · h5 negres alfil · b4 negres alfil · d4 blanques peó · e3 blanques alfil · f3 blanques cavall · h3 blanques peó · a2 blanques peó · b2 blanques peó · e2 blanques alfil · f2 blanques peó · g2 blanques peó · a1 blanques torre · b1 blanques cavall · d1 blanques dama · f1 blanques torre · g1 blanques rei | a8 negres torre · e8 negres rei · h8 negres torre · a7 negres peó · b7 negres peó · f7 negres peó · g7 negres peó · h7 negres peó · c6 negres cavall · e6 negres peó · f6 negres cavall · d5 negres dama · h5 negres alfil · b4 negres alfil · d4 blanques peó · e3 blanques alfil · f3 blanques cavall · h3 blanques peó · a2 blanques peó · b2 blanques peó · e2 blanques alfil · f2 blanques peó · g2 blanques peó · a1 blanques torre · b1 blanques cavall · d1 blanques dama · f1 blanques torre · g1 blanques rei | a8 negres torre · e8 negres rei · h8 negres torre · a7 negres peó · b7 negres peó · f7 negres peó · g7 negres peó · h7 negres peó · c6 negres cavall · e6 negres peó · f6 negres cavall · d5 negres dama · h5 negres alfil · b4 negres alfil · d4 blanques peó · e3 blanques alfil · f3 blanques cavall · h3 blanques peó · a2 blanques peó · b2 blanques peó · e2 blanques alfil · f2 blanques peó · g2 blanques peó · a1 blanques torre · b1 blanques cavall · d1 blanques dama · f1 blanques torre · g1 blanques rei | a8 negres torre · e8 negres rei · h8 negres torre · a7 negres peó · b7 negres peó · f7 negres peó · g7 negres peó · h7 negres peó · c6 negres cavall · e6 negres peó · f6 negres cavall · d5 negres dama · h5 negres alfil · b4 negres alfil · d4 blanques peó · e3 blanques alfil · f3 blanques cavall · h3 blanques peó · a2 blanques peó · b2 blanques peó · e2 blanques alfil · f2 blanques peó · g2 blanques peó · a1 blanques torre · b1 blanques cavall · d1 blanques dama · f1 blanques torre · g1 blanques rei | a8 negres torre · e8 negres rei · h8 negres torre · a7 negres peó · b7 negres peó · f7 negres peó · g7 negres peó · h7 negres peó · c6 negres cavall · e6 negres peó · f6 negres cavall · d5 negres dama · h5 negres alfil · b4 negres alfil · d4 blanques peó · e3 blanques alfil · f3 blanques cavall · h3 blanques peó · a2 blanques peó · b2 blanques peó · e2 blanques alfil · f2 blanques peó · g2 blanques peó · a1 blanques torre · b1 blanques cavall · d1 blanques dama · f1 blanques torre · g1 blanques rei | 4 |
| 3 | a8 negres torre · e8 negres rei · h8 negres torre · a7 negres peó · b7 negres peó · f7 negres peó · g7 negres peó · h7 negres peó · c6 negres cavall · e6 negres peó · f6 negres cavall · d5 negres dama · h5 negres alfil · b4 negres alfil · d4 blanques peó · e3 blanques alfil · f3 blanques cavall · h3 blanques peó · a2 blanques peó · b2 blanques peó · e2 blanques alfil · f2 blanques peó · g2 blanques peó · a1 blanques torre · b1 blanques cavall · d1 blanques dama · f1 blanques torre · g1 blanques rei | a8 negres torre · e8 negres rei · h8 negres torre · a7 negres peó · b7 negres peó · f7 negres peó · g7 negres peó · h7 negres peó · c6 negres cavall · e6 negres peó · f6 negres cavall · d5 negres dama · h5 negres alfil · b4 negres alfil · d4 blanques peó · e3 blanques alfil · f3 blanques cavall · h3 blanques peó · a2 blanques peó · b2 blanques peó · e2 blanques alfil · f2 blanques peó · g2 blanques peó · a1 blanques torre · b1 blanques cavall · d1 blanques dama · f1 blanques torre · g1 blanques rei | a8 negres torre · e8 negres rei · h8 negres torre · a7 negres peó · b7 negres peó · f7 negres peó · g7 negres peó · h7 negres peó · c6 negres cavall · e6 negres peó · f6 negres cavall · d5 negres dama · h5 negres alfil · b4 negres alfil · d4 blanques peó · e3 blanques alfil · f3 blanques cavall · h3 blanques peó · a2 blanques peó · b2 blanques peó · e2 blanques alfil · f2 blanques peó · g2 blanques peó · a1 blanques torre · b1 blanques cavall · d1 blanques dama · f1 blanques torre · g1 blanques rei | a8 negres torre · e8 negres rei · h8 negres torre · a7 negres peó · b7 negres peó · f7 negres peó · g7 negres peó · h7 negres peó · c6 negres cavall · e6 negres peó · f6 negres cavall · d5 negres dama · h5 negres alfil · b4 negres alfil · d4 blanques peó · e3 blanques alfil · f3 blanques cavall · h3 blanques peó · a2 blanques peó · b2 blanques peó · e2 blanques alfil · f2 blanques peó · g2 blanques peó · a1 blanques torre · b1 blanques cavall · d1 blanques dama · f1 blanques torre · g1 blanques rei | a8 negres torre · e8 negres rei · h8 negres torre · a7 negres peó · b7 negres peó · f7 negres peó · g7 negres peó · h7 negres peó · c6 negres cavall · e6 negres peó · f6 negres cavall · d5 negres dama · h5 negres alfil · b4 negres alfil · d4 blanques peó · e3 blanques alfil · f3 blanques cavall · h3 blanques peó · a2 blanques peó · b2 blanques peó · e2 blanques alfil · f2 blanques peó · g2 blanques peó · a1 blanques torre · b1 blanques cavall · d1 blanques dama · f1 blanques torre · g1 blanques rei | a8 negres torre · e8 negres rei · h8 negres torre · a7 negres peó · b7 negres peó · f7 negres peó · g7 negres peó · h7 negres peó · c6 negres cavall · e6 negres peó · f6 negres cavall · d5 negres dama · h5 negres alfil · b4 negres alfil · d4 blanques peó · e3 blanques alfil · f3 blanques cavall · h3 blanques peó · a2 blanques peó · b2 blanques peó · e2 blanques alfil · f2 blanques peó · g2 blanques peó · a1 blanques torre · b1 blanques cavall · d1 blanques dama · f1 blanques torre · g1 blanques rei | a8 negres torre · e8 negres rei · h8 negres torre · a7 negres peó · b7 negres peó · f7 negres peó · g7 negres peó · h7 negres peó · c6 negres cavall · e6 negres peó · f6 negres cavall · d5 negres dama · h5 negres alfil · b4 negres alfil · d4 blanques peó · e3 blanques alfil · f3 blanques cavall · h3 blanques peó · a2 blanques peó · b2 blanques peó · e2 blanques alfil · f2 blanques peó · g2 blanques peó · a1 blanques torre · b1 blanques cavall · d1 blanques dama · f1 blanques torre · g1 blanques rei | a8 negres torre · e8 negres rei · h8 negres torre · a7 negres peó · b7 negres peó · f7 negres peó · g7 negres peó · h7 negres peó · c6 negres cavall · e6 negres peó · f6 negres cavall · d5 negres dama · h5 negres alfil · b4 negres alfil · d4 blanques peó · e3 blanques alfil · f3 blanques cavall · h3 blanques peó · a2 blanques peó · b2 blanques peó · e2 blanques alfil · f2 blanques peó · g2 blanques peó · a1 blanques torre · b1 blanques cavall · d1 blanques dama · f1 blanques torre · g1 blanques rei | 3 |
| 2 | a8 negres torre · e8 negres rei · h8 negres torre · a7 negres peó · b7 negres peó · f7 negres peó · g7 negres peó · h7 negres peó · c6 negres cavall · e6 negres peó · f6 negres cavall · d5 negres dama · h5 negres alfil · b4 negres alfil · d4 blanques peó · e3 blanques alfil · f3 blanques cavall · h3 blanques peó · a2 blanques peó · b2 blanques peó · e2 blanques alfil · f2 blanques peó · g2 blanques peó · a1 blanques torre · b1 blanques cavall · d1 blanques dama · f1 blanques torre · g1 blanques rei | a8 negres torre · e8 negres rei · h8 negres torre · a7 negres peó · b7 negres peó · f7 negres peó · g7 negres peó · h7 negres peó · c6 negres cavall · e6 negres peó · f6 negres cavall · d5 negres dama · h5 negres alfil · b4 negres alfil · d4 blanques peó · e3 blanques alfil · f3 blanques cavall · h3 blanques peó · a2 blanques peó · b2 blanques peó · e2 blanques alfil · f2 blanques peó · g2 blanques peó · a1 blanques torre · b1 blanques cavall · d1 blanques dama · f1 blanques torre · g1 blanques rei | a8 negres torre · e8 negres rei · h8 negres torre · a7 negres peó · b7 negres peó · f7 negres peó · g7 negres peó · h7 negres peó · c6 negres cavall · e6 negres peó · f6 negres cavall · d5 negres dama · h5 negres alfil · b4 negres alfil · d4 blanques peó · e3 blanques alfil · f3 blanques cavall · h3 blanques peó · a2 blanques peó · b2 blanques peó · e2 blanques alfil · f2 blanques peó · g2 blanques peó · a1 blanques torre · b1 blanques cavall · d1 blanques dama · f1 blanques torre · g1 blanques rei | a8 negres torre · e8 negres rei · h8 negres torre · a7 negres peó · b7 negres peó · f7 negres peó · g7 negres peó · h7 negres peó · c6 negres cavall · e6 negres peó · f6 negres cavall · d5 negres dama · h5 negres alfil · b4 negres alfil · d4 blanques peó · e3 blanques alfil · f3 blanques cavall · h3 blanques peó · a2 blanques peó · b2 blanques peó · e2 blanques alfil · f2 blanques peó · g2 blanques peó · a1 blanques torre · b1 blanques cavall · d1 blanques dama · f1 blanques torre · g1 blanques rei | a8 negres torre · e8 negres rei · h8 negres torre · a7 negres peó · b7 negres peó · f7 negres peó · g7 negres peó · h7 negres peó · c6 negres cavall · e6 negres peó · f6 negres cavall · d5 negres dama · h5 negres alfil · b4 negres alfil · d4 blanques peó · e3 blanques alfil · f3 blanques cavall · h3 blanques peó · a2 blanques peó · b2 blanques peó · e2 blanques alfil · f2 blanques peó · g2 blanques peó · a1 blanques torre · b1 blanques cavall · d1 blanques dama · f1 blanques torre · g1 blanques rei | a8 negres torre · e8 negres rei · h8 negres torre · a7 negres peó · b7 negres peó · f7 negres peó · g7 negres peó · h7 negres peó · c6 negres cavall · e6 negres peó · f6 negres cavall · d5 negres dama · h5 negres alfil · b4 negres alfil · d4 blanques peó · e3 blanques alfil · f3 blanques cavall · h3 blanques peó · a2 blanques peó · b2 blanques peó · e2 blanques alfil · f2 blanques peó · g2 blanques peó · a1 blanques torre · b1 blanques cavall · d1 blanques dama · f1 blanques torre · g1 blanques rei | a8 negres torre · e8 negres rei · h8 negres torre · a7 negres peó · b7 negres peó · f7 negres peó · g7 negres peó · h7 negres peó · c6 negres cavall · e6 negres peó · f6 negres cavall · d5 negres dama · h5 negres alfil · b4 negres alfil · d4 blanques peó · e3 blanques alfil · f3 blanques cavall · h3 blanques peó · a2 blanques peó · b2 blanques peó · e2 blanques alfil · f2 blanques peó · g2 blanques peó · a1 blanques torre · b1 blanques cavall · d1 blanques dama · f1 blanques torre · g1 blanques rei | a8 negres torre · e8 negres rei · h8 negres torre · a7 negres peó · b7 negres peó · f7 negres peó · g7 negres peó · h7 negres peó · c6 negres cavall · e6 negres peó · f6 negres cavall · d5 negres dama · h5 negres alfil · b4 negres alfil · d4 blanques peó · e3 blanques alfil · f3 blanques cavall · h3 blanques peó · a2 blanques peó · b2 blanques peó · e2 blanques alfil · f2 blanques peó · g2 blanques peó · a1 blanques torre · b1 blanques cavall · d1 blanques dama · f1 blanques torre · g1 blanques rei | 2 |
| 1 | a8 negres torre · e8 negres rei · h8 negres torre · a7 negres peó · b7 negres peó · f7 negres peó · g7 negres peó · h7 negres peó · c6 negres cavall · e6 negres peó · f6 negres cavall · d5 negres dama · h5 negres alfil · b4 negres alfil · d4 blanques peó · e3 blanques alfil · f3 blanques cavall · h3 blanques peó · a2 blanques peó · b2 blanques peó · e2 blanques alfil · f2 blanques peó · g2 blanques peó · a1 blanques torre · b1 blanques cavall · d1 blanques dama · f1 blanques torre · g1 blanques rei | a8 negres torre · e8 negres rei · h8 negres torre · a7 negres peó · b7 negres peó · f7 negres peó · g7 negres peó · h7 negres peó · c6 negres cavall · e6 negres peó · f6 negres cavall · d5 negres dama · h5 negres alfil · b4 negres alfil · d4 blanques peó · e3 blanques alfil · f3 blanques cavall · h3 blanques peó · a2 blanques peó · b2 blanques peó · e2 blanques alfil · f2 blanques peó · g2 blanques peó · a1 blanques torre · b1 blanques cavall · d1 blanques dama · f1 blanques torre · g1 blanques rei | a8 negres torre · e8 negres rei · h8 negres torre · a7 negres peó · b7 negres peó · f7 negres peó · g7 negres peó · h7 negres peó · c6 negres cavall · e6 negres peó · f6 negres cavall · d5 negres dama · h5 negres alfil · b4 negres alfil · d4 blanques peó · e3 blanques alfil · f3 blanques cavall · h3 blanques peó · a2 blanques peó · b2 blanques peó · e2 blanques alfil · f2 blanques peó · g2 blanques peó · a1 blanques torre · b1 blanques cavall · d1 blanques dama · f1 blanques torre · g1 blanques rei | a8 negres torre · e8 negres rei · h8 negres torre · a7 negres peó · b7 negres peó · f7 negres peó · g7 negres peó · h7 negres peó · c6 negres cavall · e6 negres peó · f6 negres cavall · d5 negres dama · h5 negres alfil · b4 negres alfil · d4 blanques peó · e3 blanques alfil · f3 blanques cavall · h3 blanques peó · a2 blanques peó · b2 blanques peó · e2 blanques alfil · f2 blanques peó · g2 blanques peó · a1 blanques torre · b1 blanques cavall · d1 blanques dama · f1 blanques torre · g1 blanques rei | a8 negres torre · e8 negres rei · h8 negres torre · a7 negres peó · b7 negres peó · f7 negres peó · g7 negres peó · h7 negres peó · c6 negres cavall · e6 negres peó · f6 negres cavall · d5 negres dama · h5 negres alfil · b4 negres alfil · d4 blanques peó · e3 blanques alfil · f3 blanques cavall · h3 blanques peó · a2 blanques peó · b2 blanques peó · e2 blanques alfil · f2 blanques peó · g2 blanques peó · a1 blanques torre · b1 blanques cavall · d1 blanques dama · f1 blanques torre · g1 blanques rei | a8 negres torre · e8 negres rei · h8 negres torre · a7 negres peó · b7 negres peó · f7 negres peó · g7 negres peó · h7 negres peó · c6 negres cavall · e6 negres peó · f6 negres cavall · d5 negres dama · h5 negres alfil · b4 negres alfil · d4 blanques peó · e3 blanques alfil · f3 blanques cavall · h3 blanques peó · a2 blanques peó · b2 blanques peó · e2 blanques alfil · f2 blanques peó · g2 blanques peó · a1 blanques torre · b1 blanques cavall · d1 blanques dama · f1 blanques torre · g1 blanques rei | a8 negres torre · e8 negres rei · h8 negres torre · a7 negres peó · b7 negres peó · f7 negres peó · g7 negres peó · h7 negres peó · c6 negres cavall · e6 negres peó · f6 negres cavall · d5 negres dama · h5 negres alfil · b4 negres alfil · d4 blanques peó · e3 blanques alfil · f3 blanques cavall · h3 blanques peó · a2 blanques peó · b2 blanques peó · e2 blanques alfil · f2 blanques peó · g2 blanques peó · a1 blanques torre · b1 blanques cavall · d1 blanques dama · f1 blanques torre · g1 blanques rei | a8 negres torre · e8 negres rei · h8 negres torre · a7 negres peó · b7 negres peó · f7 negres peó · g7 negres peó · h7 negres peó · c6 negres cavall · e6 negres peó · f6 negres cavall · d5 negres dama · h5 negres alfil · b4 negres alfil · d4 blanques peó · e3 blanques alfil · f3 blanques cavall · h3 blanques peó · a2 blanques peó · b2 blanques peó · e2 blanques alfil · f2 blanques peó · g2 blanques peó · a1 blanques torre · b1 blanques cavall · d1 blanques dama · f1 blanques torre · g1 blanques rei | 1 |
|   | a | b | c | d | e | f | g | h |   |

1. e4 c5 2. c3
És més comú jugar 2. Cf3, però en Kaspàrov té molta experiència en aquesta línia, i per això l'obertura de les blanques va en una direcció diferent.
2..... d5 3. exd5 Dxd5 4. d4 Cf6 5. Cf3 Ag4 6. Ae2 e6 7. h3 Ah5 8. O-O Cc6 9. Ae3 cxd4 10. cxd4 Ab4
Aquí és més comú jugar Ae7. Aquesta fou una nova aproximació de Kaspàrov, desenvolupant l'alfil d'una manera inusual. El mèrit d'aquesta jugada és discutit, però després d'aquest moviment l'ordinador va haver de deixar de banda el seu llibre d'obertures, i començar a calcular per si mateix.
11. a3 Aa5 12. Cc3 Dd6 13. Cb5 De7 14. Ce5! Axe2 15. Dxe2 O-O 16. Tac1 Tac8 17. Ag5
Les negres tenen ara un problema, especialment amb el cavall clavat d'f6.
17.... Ab6 18. Axf6 gxf6
En Kaspàrov evita ... Dxf6? perquè les blanques guanyarien material amb 19. Cd7. Cal notar que el rei de Kaspàrov és ara molt més exposat.
19. Cc4! Tfd8 20. Cxb6! axb6 21. Tfd1 f5 22. De3!
Aquest és un excel·lent emplaçament per la dama.
|   | a | b | c | d | e | f | g | h |   |
| 8 | c8 negres torre · d8 negres torre · g8 negres rei · b7 negres peó · f7 negres peó · h7 negres peó · b6 negres peó · c6 negres cavall · e6 negres peó · f6 negres dama · b5 blanques cavall · f5 negres peó · d4 blanques peó · a3 blanques peó · e3 blanques dama · h3 blanques peó · b2 blanques peó · f2 blanques peó · g2 blanques peó · c1 blanques torre · d1 blanques torre · g1 blanques rei | c8 negres torre · d8 negres torre · g8 negres rei · b7 negres peó · f7 negres peó · h7 negres peó · b6 negres peó · c6 negres cavall · e6 negres peó · f6 negres dama · b5 blanques cavall · f5 negres peó · d4 blanques peó · a3 blanques peó · e3 blanques dama · h3 blanques peó · b2 blanques peó · f2 blanques peó · g2 blanques peó · c1 blanques torre · d1 blanques torre · g1 blanques rei | c8 negres torre · d8 negres torre · g8 negres rei · b7 negres peó · f7 negres peó · h7 negres peó · b6 negres peó · c6 negres cavall · e6 negres peó · f6 negres dama · b5 blanques cavall · f5 negres peó · d4 blanques peó · a3 blanques peó · e3 blanques dama · h3 blanques peó · b2 blanques peó · f2 blanques peó · g2 blanques peó · c1 blanques torre · d1 blanques torre · g1 blanques rei | c8 negres torre · d8 negres torre · g8 negres rei · b7 negres peó · f7 negres peó · h7 negres peó · b6 negres peó · c6 negres cavall · e6 negres peó · f6 negres dama · b5 blanques cavall · f5 negres peó · d4 blanques peó · a3 blanques peó · e3 blanques dama · h3 blanques peó · b2 blanques peó · f2 blanques peó · g2 blanques peó · c1 blanques torre · d1 blanques torre · g1 blanques rei | c8 negres torre · d8 negres torre · g8 negres rei · b7 negres peó · f7 negres peó · h7 negres peó · b6 negres peó · c6 negres cavall · e6 negres peó · f6 negres dama · b5 blanques cavall · f5 negres peó · d4 blanques peó · a3 blanques peó · e3 blanques dama · h3 blanques peó · b2 blanques peó · f2 blanques peó · g2 blanques peó · c1 blanques torre · d1 blanques torre · g1 blanques rei | c8 negres torre · d8 negres torre · g8 negres rei · b7 negres peó · f7 negres peó · h7 negres peó · b6 negres peó · c6 negres cavall · e6 negres peó · f6 negres dama · b5 blanques cavall · f5 negres peó · d4 blanques peó · a3 blanques peó · e3 blanques dama · h3 blanques peó · b2 blanques peó · f2 blanques peó · g2 blanques peó · c1 blanques torre · d1 blanques torre · g1 blanques rei | c8 negres torre · d8 negres torre · g8 negres rei · b7 negres peó · f7 negres peó · h7 negres peó · b6 negres peó · c6 negres cavall · e6 negres peó · f6 negres dama · b5 blanques cavall · f5 negres peó · d4 blanques peó · a3 blanques peó · e3 blanques dama · h3 blanques peó · b2 blanques peó · f2 blanques peó · g2 blanques peó · c1 blanques torre · d1 blanques torre · g1 blanques rei | c8 negres torre · d8 negres torre · g8 negres rei · b7 negres peó · f7 negres peó · h7 negres peó · b6 negres peó · c6 negres cavall · e6 negres peó · f6 negres dama · b5 blanques cavall · f5 negres peó · d4 blanques peó · a3 blanques peó · e3 blanques dama · h3 blanques peó · b2 blanques peó · f2 blanques peó · g2 blanques peó · c1 blanques torre · d1 blanques torre · g1 blanques rei | 8 |
| 7 | c8 negres torre · d8 negres torre · g8 negres rei · b7 negres peó · f7 negres peó · h7 negres peó · b6 negres peó · c6 negres cavall · e6 negres peó · f6 negres dama · b5 blanques cavall · f5 negres peó · d4 blanques peó · a3 blanques peó · e3 blanques dama · h3 blanques peó · b2 blanques peó · f2 blanques peó · g2 blanques peó · c1 blanques torre · d1 blanques torre · g1 blanques rei | c8 negres torre · d8 negres torre · g8 negres rei · b7 negres peó · f7 negres peó · h7 negres peó · b6 negres peó · c6 negres cavall · e6 negres peó · f6 negres dama · b5 blanques cavall · f5 negres peó · d4 blanques peó · a3 blanques peó · e3 blanques dama · h3 blanques peó · b2 blanques peó · f2 blanques peó · g2 blanques peó · c1 blanques torre · d1 blanques torre · g1 blanques rei | c8 negres torre · d8 negres torre · g8 negres rei · b7 negres peó · f7 negres peó · h7 negres peó · b6 negres peó · c6 negres cavall · e6 negres peó · f6 negres dama · b5 blanques cavall · f5 negres peó · d4 blanques peó · a3 blanques peó · e3 blanques dama · h3 blanques peó · b2 blanques peó · f2 blanques peó · g2 blanques peó · c1 blanques torre · d1 blanques torre · g1 blanques rei | c8 negres torre · d8 negres torre · g8 negres rei · b7 negres peó · f7 negres peó · h7 negres peó · b6 negres peó · c6 negres cavall · e6 negres peó · f6 negres dama · b5 blanques cavall · f5 negres peó · d4 blanques peó · a3 blanques peó · e3 blanques dama · h3 blanques peó · b2 blanques peó · f2 blanques peó · g2 blanques peó · c1 blanques torre · d1 blanques torre · g1 blanques rei | c8 negres torre · d8 negres torre · g8 negres rei · b7 negres peó · f7 negres peó · h7 negres peó · b6 negres peó · c6 negres cavall · e6 negres peó · f6 negres dama · b5 blanques cavall · f5 negres peó · d4 blanques peó · a3 blanques peó · e3 blanques dama · h3 blanques peó · b2 blanques peó · f2 blanques peó · g2 blanques peó · c1 blanques torre · d1 blanques torre · g1 blanques rei | c8 negres torre · d8 negres torre · g8 negres rei · b7 negres peó · f7 negres peó · h7 negres peó · b6 negres peó · c6 negres cavall · e6 negres peó · f6 negres dama · b5 blanques cavall · f5 negres peó · d4 blanques peó · a3 blanques peó · e3 blanques dama · h3 blanques peó · b2 blanques peó · f2 blanques peó · g2 blanques peó · c1 blanques torre · d1 blanques torre · g1 blanques rei | c8 negres torre · d8 negres torre · g8 negres rei · b7 negres peó · f7 negres peó · h7 negres peó · b6 negres peó · c6 negres cavall · e6 negres peó · f6 negres dama · b5 blanques cavall · f5 negres peó · d4 blanques peó · a3 blanques peó · e3 blanques dama · h3 blanques peó · b2 blanques peó · f2 blanques peó · g2 blanques peó · c1 blanques torre · d1 blanques torre · g1 blanques rei | c8 negres torre · d8 negres torre · g8 negres rei · b7 negres peó · f7 negres peó · h7 negres peó · b6 negres peó · c6 negres cavall · e6 negres peó · f6 negres dama · b5 blanques cavall · f5 negres peó · d4 blanques peó · a3 blanques peó · e3 blanques dama · h3 blanques peó · b2 blanques peó · f2 blanques peó · g2 blanques peó · c1 blanques torre · d1 blanques torre · g1 blanques rei | 7 |
| 6 | c8 negres torre · d8 negres torre · g8 negres rei · b7 negres peó · f7 negres peó · h7 negres peó · b6 negres peó · c6 negres cavall · e6 negres peó · f6 negres dama · b5 blanques cavall · f5 negres peó · d4 blanques peó · a3 blanques peó · e3 blanques dama · h3 blanques peó · b2 blanques peó · f2 blanques peó · g2 blanques peó · c1 blanques torre · d1 blanques torre · g1 blanques rei | c8 negres torre · d8 negres torre · g8 negres rei · b7 negres peó · f7 negres peó · h7 negres peó · b6 negres peó · c6 negres cavall · e6 negres peó · f6 negres dama · b5 blanques cavall · f5 negres peó · d4 blanques peó · a3 blanques peó · e3 blanques dama · h3 blanques peó · b2 blanques peó · f2 blanques peó · g2 blanques peó · c1 blanques torre · d1 blanques torre · g1 blanques rei | c8 negres torre · d8 negres torre · g8 negres rei · b7 negres peó · f7 negres peó · h7 negres peó · b6 negres peó · c6 negres cavall · e6 negres peó · f6 negres dama · b5 blanques cavall · f5 negres peó · d4 blanques peó · a3 blanques peó · e3 blanques dama · h3 blanques peó · b2 blanques peó · f2 blanques peó · g2 blanques peó · c1 blanques torre · d1 blanques torre · g1 blanques rei | c8 negres torre · d8 negres torre · g8 negres rei · b7 negres peó · f7 negres peó · h7 negres peó · b6 negres peó · c6 negres cavall · e6 negres peó · f6 negres dama · b5 blanques cavall · f5 negres peó · d4 blanques peó · a3 blanques peó · e3 blanques dama · h3 blanques peó · b2 blanques peó · f2 blanques peó · g2 blanques peó · c1 blanques torre · d1 blanques torre · g1 blanques rei | c8 negres torre · d8 negres torre · g8 negres rei · b7 negres peó · f7 negres peó · h7 negres peó · b6 negres peó · c6 negres cavall · e6 negres peó · f6 negres dama · b5 blanques cavall · f5 negres peó · d4 blanques peó · a3 blanques peó · e3 blanques dama · h3 blanques peó · b2 blanques peó · f2 blanques peó · g2 blanques peó · c1 blanques torre · d1 blanques torre · g1 blanques rei | c8 negres torre · d8 negres torre · g8 negres rei · b7 negres peó · f7 negres peó · h7 negres peó · b6 negres peó · c6 negres cavall · e6 negres peó · f6 negres dama · b5 blanques cavall · f5 negres peó · d4 blanques peó · a3 blanques peó · e3 blanques dama · h3 blanques peó · b2 blanques peó · f2 blanques peó · g2 blanques peó · c1 blanques torre · d1 blanques torre · g1 blanques rei | c8 negres torre · d8 negres torre · g8 negres rei · b7 negres peó · f7 negres peó · h7 negres peó · b6 negres peó · c6 negres cavall · e6 negres peó · f6 negres dama · b5 blanques cavall · f5 negres peó · d4 blanques peó · a3 blanques peó · e3 blanques dama · h3 blanques peó · b2 blanques peó · f2 blanques peó · g2 blanques peó · c1 blanques torre · d1 blanques torre · g1 blanques rei | c8 negres torre · d8 negres torre · g8 negres rei · b7 negres peó · f7 negres peó · h7 negres peó · b6 negres peó · c6 negres cavall · e6 negres peó · f6 negres dama · b5 blanques cavall · f5 negres peó · d4 blanques peó · a3 blanques peó · e3 blanques dama · h3 blanques peó · b2 blanques peó · f2 blanques peó · g2 blanques peó · c1 blanques torre · d1 blanques torre · g1 blanques rei | 6 |
| 5 | c8 negres torre · d8 negres torre · g8 negres rei · b7 negres peó · f7 negres peó · h7 negres peó · b6 negres peó · c6 negres cavall · e6 negres peó · f6 negres dama · b5 blanques cavall · f5 negres peó · d4 blanques peó · a3 blanques peó · e3 blanques dama · h3 blanques peó · b2 blanques peó · f2 blanques peó · g2 blanques peó · c1 blanques torre · d1 blanques torre · g1 blanques rei | c8 negres torre · d8 negres torre · g8 negres rei · b7 negres peó · f7 negres peó · h7 negres peó · b6 negres peó · c6 negres cavall · e6 negres peó · f6 negres dama · b5 blanques cavall · f5 negres peó · d4 blanques peó · a3 blanques peó · e3 blanques dama · h3 blanques peó · b2 blanques peó · f2 blanques peó · g2 blanques peó · c1 blanques torre · d1 blanques torre · g1 blanques rei | c8 negres torre · d8 negres torre · g8 negres rei · b7 negres peó · f7 negres peó · h7 negres peó · b6 negres peó · c6 negres cavall · e6 negres peó · f6 negres dama · b5 blanques cavall · f5 negres peó · d4 blanques peó · a3 blanques peó · e3 blanques dama · h3 blanques peó · b2 blanques peó · f2 blanques peó · g2 blanques peó · c1 blanques torre · d1 blanques torre · g1 blanques rei | c8 negres torre · d8 negres torre · g8 negres rei · b7 negres peó · f7 negres peó · h7 negres peó · b6 negres peó · c6 negres cavall · e6 negres peó · f6 negres dama · b5 blanques cavall · f5 negres peó · d4 blanques peó · a3 blanques peó · e3 blanques dama · h3 blanques peó · b2 blanques peó · f2 blanques peó · g2 blanques peó · c1 blanques torre · d1 blanques torre · g1 blanques rei | c8 negres torre · d8 negres torre · g8 negres rei · b7 negres peó · f7 negres peó · h7 negres peó · b6 negres peó · c6 negres cavall · e6 negres peó · f6 negres dama · b5 blanques cavall · f5 negres peó · d4 blanques peó · a3 blanques peó · e3 blanques dama · h3 blanques peó · b2 blanques peó · f2 blanques peó · g2 blanques peó · c1 blanques torre · d1 blanques torre · g1 blanques rei | c8 negres torre · d8 negres torre · g8 negres rei · b7 negres peó · f7 negres peó · h7 negres peó · b6 negres peó · c6 negres cavall · e6 negres peó · f6 negres dama · b5 blanques cavall · f5 negres peó · d4 blanques peó · a3 blanques peó · e3 blanques dama · h3 blanques peó · b2 blanques peó · f2 blanques peó · g2 blanques peó · c1 blanques torre · d1 blanques torre · g1 blanques rei | c8 negres torre · d8 negres torre · g8 negres rei · b7 negres peó · f7 negres peó · h7 negres peó · b6 negres peó · c6 negres cavall · e6 negres peó · f6 negres dama · b5 blanques cavall · f5 negres peó · d4 blanques peó · a3 blanques peó · e3 blanques dama · h3 blanques peó · b2 blanques peó · f2 blanques peó · g2 blanques peó · c1 blanques torre · d1 blanques torre · g1 blanques rei | c8 negres torre · d8 negres torre · g8 negres rei · b7 negres peó · f7 negres peó · h7 negres peó · b6 negres peó · c6 negres cavall · e6 negres peó · f6 negres dama · b5 blanques cavall · f5 negres peó · d4 blanques peó · a3 blanques peó · e3 blanques dama · h3 blanques peó · b2 blanques peó · f2 blanques peó · g2 blanques peó · c1 blanques torre · d1 blanques torre · g1 blanques rei | 5 |
| 4 | c8 negres torre · d8 negres torre · g8 negres rei · b7 negres peó · f7 negres peó · h7 negres peó · b6 negres peó · c6 negres cavall · e6 negres peó · f6 negres dama · b5 blanques cavall · f5 negres peó · d4 blanques peó · a3 blanques peó · e3 blanques dama · h3 blanques peó · b2 blanques peó · f2 blanques peó · g2 blanques peó · c1 blanques torre · d1 blanques torre · g1 blanques rei | c8 negres torre · d8 negres torre · g8 negres rei · b7 negres peó · f7 negres peó · h7 negres peó · b6 negres peó · c6 negres cavall · e6 negres peó · f6 negres dama · b5 blanques cavall · f5 negres peó · d4 blanques peó · a3 blanques peó · e3 blanques dama · h3 blanques peó · b2 blanques peó · f2 blanques peó · g2 blanques peó · c1 blanques torre · d1 blanques torre · g1 blanques rei | c8 negres torre · d8 negres torre · g8 negres rei · b7 negres peó · f7 negres peó · h7 negres peó · b6 negres peó · c6 negres cavall · e6 negres peó · f6 negres dama · b5 blanques cavall · f5 negres peó · d4 blanques peó · a3 blanques peó · e3 blanques dama · h3 blanques peó · b2 blanques peó · f2 blanques peó · g2 blanques peó · c1 blanques torre · d1 blanques torre · g1 blanques rei | c8 negres torre · d8 negres torre · g8 negres rei · b7 negres peó · f7 negres peó · h7 negres peó · b6 negres peó · c6 negres cavall · e6 negres peó · f6 negres dama · b5 blanques cavall · f5 negres peó · d4 blanques peó · a3 blanques peó · e3 blanques dama · h3 blanques peó · b2 blanques peó · f2 blanques peó · g2 blanques peó · c1 blanques torre · d1 blanques torre · g1 blanques rei | c8 negres torre · d8 negres torre · g8 negres rei · b7 negres peó · f7 negres peó · h7 negres peó · b6 negres peó · c6 negres cavall · e6 negres peó · f6 negres dama · b5 blanques cavall · f5 negres peó · d4 blanques peó · a3 blanques peó · e3 blanques dama · h3 blanques peó · b2 blanques peó · f2 blanques peó · g2 blanques peó · c1 blanques torre · d1 blanques torre · g1 blanques rei | c8 negres torre · d8 negres torre · g8 negres rei · b7 negres peó · f7 negres peó · h7 negres peó · b6 negres peó · c6 negres cavall · e6 negres peó · f6 negres dama · b5 blanques cavall · f5 negres peó · d4 blanques peó · a3 blanques peó · e3 blanques dama · h3 blanques peó · b2 blanques peó · f2 blanques peó · g2 blanques peó · c1 blanques torre · d1 blanques torre · g1 blanques rei | c8 negres torre · d8 negres torre · g8 negres rei · b7 negres peó · f7 negres peó · h7 negres peó · b6 negres peó · c6 negres cavall · e6 negres peó · f6 negres dama · b5 blanques cavall · f5 negres peó · d4 blanques peó · a3 blanques peó · e3 blanques dama · h3 blanques peó · b2 blanques peó · f2 blanques peó · g2 blanques peó · c1 blanques torre · d1 blanques torre · g1 blanques rei | c8 negres torre · d8 negres torre · g8 negres rei · b7 negres peó · f7 negres peó · h7 negres peó · b6 negres peó · c6 negres cavall · e6 negres peó · f6 negres dama · b5 blanques cavall · f5 negres peó · d4 blanques peó · a3 blanques peó · e3 blanques dama · h3 blanques peó · b2 blanques peó · f2 blanques peó · g2 blanques peó · c1 blanques torre · d1 blanques torre · g1 blanques rei | 4 |
| 3 | c8 negres torre · d8 negres torre · g8 negres rei · b7 negres peó · f7 negres peó · h7 negres peó · b6 negres peó · c6 negres cavall · e6 negres peó · f6 negres dama · b5 blanques cavall · f5 negres peó · d4 blanques peó · a3 blanques peó · e3 blanques dama · h3 blanques peó · b2 blanques peó · f2 blanques peó · g2 blanques peó · c1 blanques torre · d1 blanques torre · g1 blanques rei | c8 negres torre · d8 negres torre · g8 negres rei · b7 negres peó · f7 negres peó · h7 negres peó · b6 negres peó · c6 negres cavall · e6 negres peó · f6 negres dama · b5 blanques cavall · f5 negres peó · d4 blanques peó · a3 blanques peó · e3 blanques dama · h3 blanques peó · b2 blanques peó · f2 blanques peó · g2 blanques peó · c1 blanques torre · d1 blanques torre · g1 blanques rei | c8 negres torre · d8 negres torre · g8 negres rei · b7 negres peó · f7 negres peó · h7 negres peó · b6 negres peó · c6 negres cavall · e6 negres peó · f6 negres dama · b5 blanques cavall · f5 negres peó · d4 blanques peó · a3 blanques peó · e3 blanques dama · h3 blanques peó · b2 blanques peó · f2 blanques peó · g2 blanques peó · c1 blanques torre · d1 blanques torre · g1 blanques rei | c8 negres torre · d8 negres torre · g8 negres rei · b7 negres peó · f7 negres peó · h7 negres peó · b6 negres peó · c6 negres cavall · e6 negres peó · f6 negres dama · b5 blanques cavall · f5 negres peó · d4 blanques peó · a3 blanques peó · e3 blanques dama · h3 blanques peó · b2 blanques peó · f2 blanques peó · g2 blanques peó · c1 blanques torre · d1 blanques torre · g1 blanques rei | c8 negres torre · d8 negres torre · g8 negres rei · b7 negres peó · f7 negres peó · h7 negres peó · b6 negres peó · c6 negres cavall · e6 negres peó · f6 negres dama · b5 blanques cavall · f5 negres peó · d4 blanques peó · a3 blanques peó · e3 blanques dama · h3 blanques peó · b2 blanques peó · f2 blanques peó · g2 blanques peó · c1 blanques torre · d1 blanques torre · g1 blanques rei | c8 negres torre · d8 negres torre · g8 negres rei · b7 negres peó · f7 negres peó · h7 negres peó · b6 negres peó · c6 negres cavall · e6 negres peó · f6 negres dama · b5 blanques cavall · f5 negres peó · d4 blanques peó · a3 blanques peó · e3 blanques dama · h3 blanques peó · b2 blanques peó · f2 blanques peó · g2 blanques peó · c1 blanques torre · d1 blanques torre · g1 blanques rei | c8 negres torre · d8 negres torre · g8 negres rei · b7 negres peó · f7 negres peó · h7 negres peó · b6 negres peó · c6 negres cavall · e6 negres peó · f6 negres dama · b5 blanques cavall · f5 negres peó · d4 blanques peó · a3 blanques peó · e3 blanques dama · h3 blanques peó · b2 blanques peó · f2 blanques peó · g2 blanques peó · c1 blanques torre · d1 blanques torre · g1 blanques rei | c8 negres torre · d8 negres torre · g8 negres rei · b7 negres peó · f7 negres peó · h7 negres peó · b6 negres peó · c6 negres cavall · e6 negres peó · f6 negres dama · b5 blanques cavall · f5 negres peó · d4 blanques peó · a3 blanques peó · e3 blanques dama · h3 blanques peó · b2 blanques peó · f2 blanques peó · g2 blanques peó · c1 blanques torre · d1 blanques torre · g1 blanques rei | 3 |
| 2 | c8 negres torre · d8 negres torre · g8 negres rei · b7 negres peó · f7 negres peó · h7 negres peó · b6 negres peó · c6 negres cavall · e6 negres peó · f6 negres dama · b5 blanques cavall · f5 negres peó · d4 blanques peó · a3 blanques peó · e3 blanques dama · h3 blanques peó · b2 blanques peó · f2 blanques peó · g2 blanques peó · c1 blanques torre · d1 blanques torre · g1 blanques rei | c8 negres torre · d8 negres torre · g8 negres rei · b7 negres peó · f7 negres peó · h7 negres peó · b6 negres peó · c6 negres cavall · e6 negres peó · f6 negres dama · b5 blanques cavall · f5 negres peó · d4 blanques peó · a3 blanques peó · e3 blanques dama · h3 blanques peó · b2 blanques peó · f2 blanques peó · g2 blanques peó · c1 blanques torre · d1 blanques torre · g1 blanques rei | c8 negres torre · d8 negres torre · g8 negres rei · b7 negres peó · f7 negres peó · h7 negres peó · b6 negres peó · c6 negres cavall · e6 negres peó · f6 negres dama · b5 blanques cavall · f5 negres peó · d4 blanques peó · a3 blanques peó · e3 blanques dama · h3 blanques peó · b2 blanques peó · f2 blanques peó · g2 blanques peó · c1 blanques torre · d1 blanques torre · g1 blanques rei | c8 negres torre · d8 negres torre · g8 negres rei · b7 negres peó · f7 negres peó · h7 negres peó · b6 negres peó · c6 negres cavall · e6 negres peó · f6 negres dama · b5 blanques cavall · f5 negres peó · d4 blanques peó · a3 blanques peó · e3 blanques dama · h3 blanques peó · b2 blanques peó · f2 blanques peó · g2 blanques peó · c1 blanques torre · d1 blanques torre · g1 blanques rei | c8 negres torre · d8 negres torre · g8 negres rei · b7 negres peó · f7 negres peó · h7 negres peó · b6 negres peó · c6 negres cavall · e6 negres peó · f6 negres dama · b5 blanques cavall · f5 negres peó · d4 blanques peó · a3 blanques peó · e3 blanques dama · h3 blanques peó · b2 blanques peó · f2 blanques peó · g2 blanques peó · c1 blanques torre · d1 blanques torre · g1 blanques rei | c8 negres torre · d8 negres torre · g8 negres rei · b7 negres peó · f7 negres peó · h7 negres peó · b6 negres peó · c6 negres cavall · e6 negres peó · f6 negres dama · b5 blanques cavall · f5 negres peó · d4 blanques peó · a3 blanques peó · e3 blanques dama · h3 blanques peó · b2 blanques peó · f2 blanques peó · g2 blanques peó · c1 blanques torre · d1 blanques torre · g1 blanques rei | c8 negres torre · d8 negres torre · g8 negres rei · b7 negres peó · f7 negres peó · h7 negres peó · b6 negres peó · c6 negres cavall · e6 negres peó · f6 negres dama · b5 blanques cavall · f5 negres peó · d4 blanques peó · a3 blanques peó · e3 blanques dama · h3 blanques peó · b2 blanques peó · f2 blanques peó · g2 blanques peó · c1 blanques torre · d1 blanques torre · g1 blanques rei | c8 negres torre · d8 negres torre · g8 negres rei · b7 negres peó · f7 negres peó · h7 negres peó · b6 negres peó · c6 negres cavall · e6 negres peó · f6 negres dama · b5 blanques cavall · f5 negres peó · d4 blanques peó · a3 blanques peó · e3 blanques dama · h3 blanques peó · b2 blanques peó · f2 blanques peó · g2 blanques peó · c1 blanques torre · d1 blanques torre · g1 blanques rei | 2 |
| 1 | c8 negres torre · d8 negres torre · g8 negres rei · b7 negres peó · f7 negres peó · h7 negres peó · b6 negres peó · c6 negres cavall · e6 negres peó · f6 negres dama · b5 blanques cavall · f5 negres peó · d4 blanques peó · a3 blanques peó · e3 blanques dama · h3 blanques peó · b2 blanques peó · f2 blanques peó · g2 blanques peó · c1 blanques torre · d1 blanques torre · g1 blanques rei | c8 negres torre · d8 negres torre · g8 negres rei · b7 negres peó · f7 negres peó · h7 negres peó · b6 negres peó · c6 negres cavall · e6 negres peó · f6 negres dama · b5 blanques cavall · f5 negres peó · d4 blanques peó · a3 blanques peó · e3 blanques dama · h3 blanques peó · b2 blanques peó · f2 blanques peó · g2 blanques peó · c1 blanques torre · d1 blanques torre · g1 blanques rei | c8 negres torre · d8 negres torre · g8 negres rei · b7 negres peó · f7 negres peó · h7 negres peó · b6 negres peó · c6 negres cavall · e6 negres peó · f6 negres dama · b5 blanques cavall · f5 negres peó · d4 blanques peó · a3 blanques peó · e3 blanques dama · h3 blanques peó · b2 blanques peó · f2 blanques peó · g2 blanques peó · c1 blanques torre · d1 blanques torre · g1 blanques rei | c8 negres torre · d8 negres torre · g8 negres rei · b7 negres peó · f7 negres peó · h7 negres peó · b6 negres peó · c6 negres cavall · e6 negres peó · f6 negres dama · b5 blanques cavall · f5 negres peó · d4 blanques peó · a3 blanques peó · e3 blanques dama · h3 blanques peó · b2 blanques peó · f2 blanques peó · g2 blanques peó · c1 blanques torre · d1 blanques torre · g1 blanques rei | c8 negres torre · d8 negres torre · g8 negres rei · b7 negres peó · f7 negres peó · h7 negres peó · b6 negres peó · c6 negres cavall · e6 negres peó · f6 negres dama · b5 blanques cavall · f5 negres peó · d4 blanques peó · a3 blanques peó · e3 blanques dama · h3 blanques peó · b2 blanques peó · f2 blanques peó · g2 blanques peó · c1 blanques torre · d1 blanques torre · g1 blanques rei | c8 negres torre · d8 negres torre · g8 negres rei · b7 negres peó · f7 negres peó · h7 negres peó · b6 negres peó · c6 negres cavall · e6 negres peó · f6 negres dama · b5 blanques cavall · f5 negres peó · d4 blanques peó · a3 blanques peó · e3 blanques dama · h3 blanques peó · b2 blanques peó · f2 blanques peó · g2 blanques peó · c1 blanques torre · d1 blanques torre · g1 blanques rei | c8 negres torre · d8 negres torre · g8 negres rei · b7 negres peó · f7 negres peó · h7 negres peó · b6 negres peó · c6 negres cavall · e6 negres peó · f6 negres dama · b5 blanques cavall · f5 negres peó · d4 blanques peó · a3 blanques peó · e3 blanques dama · h3 blanques peó · b2 blanques peó · f2 blanques peó · g2 blanques peó · c1 blanques torre · d1 blanques torre · g1 blanques rei | c8 negres torre · d8 negres torre · g8 negres rei · b7 negres peó · f7 negres peó · h7 negres peó · b6 negres peó · c6 negres cavall · e6 negres peó · f6 negres dama · b5 blanques cavall · f5 negres peó · d4 blanques peó · a3 blanques peó · e3 blanques dama · h3 blanques peó · b2 blanques peó · f2 blanques peó · g2 blanques peó · c1 blanques torre · d1 blanques torre · g1 blanques rei | 1 |
|   | a | b | c | d | e | f | g | h |   |

22... Df6 23. d5!
Aquesta mena de sacrifici de peó és típic de l'estil de joc de Kaspàrov. En Kaspàrov comentà que ell mateix hauria fet 23. d5 en aquesta posició, ja que fa mal a l'estructura de peons negra, i l'exposat rei negre suggereix que probablement hi hagi una via per explotar-ho. Kaspàrov ha estat atacant el peó de dama blanc, i la màquina sàviament decideix jugar per a un atac en lloc de tractar de defensar-lo.
23... Txd5 24. Txd5 exd5 25. b3! Rh8?
En Kaspàrov intenta preparar un contraactac tot preparant-se per moure la seva torre a la columna g, però això no funcionarà. Burgess suggereix que 25.... Ce7 Txc8+ hauria estat millor, tot i que les blanques tindrien encara algun avantatge.
26. Dxb6 Tg8 27. Dc5 d4 28. Cd6 f4 29. Cxb7
Aquest és un moviment molt materialista, típic dels ordinadors; les blanques prenen un peó no desenvolupat, per obtenir un petit guany material. De tota manera, Deep Blue n oha trobat cap amenaça de mat de banda de les negres, així que simplement, agafa el material.
29.... Ce5 30. Dd5
30. Dxd4?? perdria, degut a 30... Cf3+.
30.... f3 31. g3 Cd3
31... Df4 no funciona, degut a 32. Tc8! Dg5 33. Tc5!
|   | a | b | c | d | e | f | g | h |   |
| 8 | h7 blanques torre · f6 negres dama · h6 negres rei · d5 blanques dama · g5 blanques cavall · d4 negres peó · a3 blanques peó · b3 blanques peó · f3 negres peó · g3 blanques peó · h3 blanques peó · f2 negres cavall · h2 blanques rei · e1 negres torre | h7 blanques torre · f6 negres dama · h6 negres rei · d5 blanques dama · g5 blanques cavall · d4 negres peó · a3 blanques peó · b3 blanques peó · f3 negres peó · g3 blanques peó · h3 blanques peó · f2 negres cavall · h2 blanques rei · e1 negres torre | h7 blanques torre · f6 negres dama · h6 negres rei · d5 blanques dama · g5 blanques cavall · d4 negres peó · a3 blanques peó · b3 blanques peó · f3 negres peó · g3 blanques peó · h3 blanques peó · f2 negres cavall · h2 blanques rei · e1 negres torre | h7 blanques torre · f6 negres dama · h6 negres rei · d5 blanques dama · g5 blanques cavall · d4 negres peó · a3 blanques peó · b3 blanques peó · f3 negres peó · g3 blanques peó · h3 blanques peó · f2 negres cavall · h2 blanques rei · e1 negres torre | h7 blanques torre · f6 negres dama · h6 negres rei · d5 blanques dama · g5 blanques cavall · d4 negres peó · a3 blanques peó · b3 blanques peó · f3 negres peó · g3 blanques peó · h3 blanques peó · f2 negres cavall · h2 blanques rei · e1 negres torre | h7 blanques torre · f6 negres dama · h6 negres rei · d5 blanques dama · g5 blanques cavall · d4 negres peó · a3 blanques peó · b3 blanques peó · f3 negres peó · g3 blanques peó · h3 blanques peó · f2 negres cavall · h2 blanques rei · e1 negres torre | h7 blanques torre · f6 negres dama · h6 negres rei · d5 blanques dama · g5 blanques cavall · d4 negres peó · a3 blanques peó · b3 blanques peó · f3 negres peó · g3 blanques peó · h3 blanques peó · f2 negres cavall · h2 blanques rei · e1 negres torre | h7 blanques torre · f6 negres dama · h6 negres rei · d5 blanques dama · g5 blanques cavall · d4 negres peó · a3 blanques peó · b3 blanques peó · f3 negres peó · g3 blanques peó · h3 blanques peó · f2 negres cavall · h2 blanques rei · e1 negres torre | 8 |
| 7 | h7 blanques torre · f6 negres dama · h6 negres rei · d5 blanques dama · g5 blanques cavall · d4 negres peó · a3 blanques peó · b3 blanques peó · f3 negres peó · g3 blanques peó · h3 blanques peó · f2 negres cavall · h2 blanques rei · e1 negres torre | h7 blanques torre · f6 negres dama · h6 negres rei · d5 blanques dama · g5 blanques cavall · d4 negres peó · a3 blanques peó · b3 blanques peó · f3 negres peó · g3 blanques peó · h3 blanques peó · f2 negres cavall · h2 blanques rei · e1 negres torre | h7 blanques torre · f6 negres dama · h6 negres rei · d5 blanques dama · g5 blanques cavall · d4 negres peó · a3 blanques peó · b3 blanques peó · f3 negres peó · g3 blanques peó · h3 blanques peó · f2 negres cavall · h2 blanques rei · e1 negres torre | h7 blanques torre · f6 negres dama · h6 negres rei · d5 blanques dama · g5 blanques cavall · d4 negres peó · a3 blanques peó · b3 blanques peó · f3 negres peó · g3 blanques peó · h3 blanques peó · f2 negres cavall · h2 blanques rei · e1 negres torre | h7 blanques torre · f6 negres dama · h6 negres rei · d5 blanques dama · g5 blanques cavall · d4 negres peó · a3 blanques peó · b3 blanques peó · f3 negres peó · g3 blanques peó · h3 blanques peó · f2 negres cavall · h2 blanques rei · e1 negres torre | h7 blanques torre · f6 negres dama · h6 negres rei · d5 blanques dama · g5 blanques cavall · d4 negres peó · a3 blanques peó · b3 blanques peó · f3 negres peó · g3 blanques peó · h3 blanques peó · f2 negres cavall · h2 blanques rei · e1 negres torre | h7 blanques torre · f6 negres dama · h6 negres rei · d5 blanques dama · g5 blanques cavall · d4 negres peó · a3 blanques peó · b3 blanques peó · f3 negres peó · g3 blanques peó · h3 blanques peó · f2 negres cavall · h2 blanques rei · e1 negres torre | h7 blanques torre · f6 negres dama · h6 negres rei · d5 blanques dama · g5 blanques cavall · d4 negres peó · a3 blanques peó · b3 blanques peó · f3 negres peó · g3 blanques peó · h3 blanques peó · f2 negres cavall · h2 blanques rei · e1 negres torre | 7 |
| 6 | h7 blanques torre · f6 negres dama · h6 negres rei · d5 blanques dama · g5 blanques cavall · d4 negres peó · a3 blanques peó · b3 blanques peó · f3 negres peó · g3 blanques peó · h3 blanques peó · f2 negres cavall · h2 blanques rei · e1 negres torre | h7 blanques torre · f6 negres dama · h6 negres rei · d5 blanques dama · g5 blanques cavall · d4 negres peó · a3 blanques peó · b3 blanques peó · f3 negres peó · g3 blanques peó · h3 blanques peó · f2 negres cavall · h2 blanques rei · e1 negres torre | h7 blanques torre · f6 negres dama · h6 negres rei · d5 blanques dama · g5 blanques cavall · d4 negres peó · a3 blanques peó · b3 blanques peó · f3 negres peó · g3 blanques peó · h3 blanques peó · f2 negres cavall · h2 blanques rei · e1 negres torre | h7 blanques torre · f6 negres dama · h6 negres rei · d5 blanques dama · g5 blanques cavall · d4 negres peó · a3 blanques peó · b3 blanques peó · f3 negres peó · g3 blanques peó · h3 blanques peó · f2 negres cavall · h2 blanques rei · e1 negres torre | h7 blanques torre · f6 negres dama · h6 negres rei · d5 blanques dama · g5 blanques cavall · d4 negres peó · a3 blanques peó · b3 blanques peó · f3 negres peó · g3 blanques peó · h3 blanques peó · f2 negres cavall · h2 blanques rei · e1 negres torre | h7 blanques torre · f6 negres dama · h6 negres rei · d5 blanques dama · g5 blanques cavall · d4 negres peó · a3 blanques peó · b3 blanques peó · f3 negres peó · g3 blanques peó · h3 blanques peó · f2 negres cavall · h2 blanques rei · e1 negres torre | h7 blanques torre · f6 negres dama · h6 negres rei · d5 blanques dama · g5 blanques cavall · d4 negres peó · a3 blanques peó · b3 blanques peó · f3 negres peó · g3 blanques peó · h3 blanques peó · f2 negres cavall · h2 blanques rei · e1 negres torre | h7 blanques torre · f6 negres dama · h6 negres rei · d5 blanques dama · g5 blanques cavall · d4 negres peó · a3 blanques peó · b3 blanques peó · f3 negres peó · g3 blanques peó · h3 blanques peó · f2 negres cavall · h2 blanques rei · e1 negres torre | 6 |
| 5 | h7 blanques torre · f6 negres dama · h6 negres rei · d5 blanques dama · g5 blanques cavall · d4 negres peó · a3 blanques peó · b3 blanques peó · f3 negres peó · g3 blanques peó · h3 blanques peó · f2 negres cavall · h2 blanques rei · e1 negres torre | h7 blanques torre · f6 negres dama · h6 negres rei · d5 blanques dama · g5 blanques cavall · d4 negres peó · a3 blanques peó · b3 blanques peó · f3 negres peó · g3 blanques peó · h3 blanques peó · f2 negres cavall · h2 blanques rei · e1 negres torre | h7 blanques torre · f6 negres dama · h6 negres rei · d5 blanques dama · g5 blanques cavall · d4 negres peó · a3 blanques peó · b3 blanques peó · f3 negres peó · g3 blanques peó · h3 blanques peó · f2 negres cavall · h2 blanques rei · e1 negres torre | h7 blanques torre · f6 negres dama · h6 negres rei · d5 blanques dama · g5 blanques cavall · d4 negres peó · a3 blanques peó · b3 blanques peó · f3 negres peó · g3 blanques peó · h3 blanques peó · f2 negres cavall · h2 blanques rei · e1 negres torre | h7 blanques torre · f6 negres dama · h6 negres rei · d5 blanques dama · g5 blanques cavall · d4 negres peó · a3 blanques peó · b3 blanques peó · f3 negres peó · g3 blanques peó · h3 blanques peó · f2 negres cavall · h2 blanques rei · e1 negres torre | h7 blanques torre · f6 negres dama · h6 negres rei · d5 blanques dama · g5 blanques cavall · d4 negres peó · a3 blanques peó · b3 blanques peó · f3 negres peó · g3 blanques peó · h3 blanques peó · f2 negres cavall · h2 blanques rei · e1 negres torre | h7 blanques torre · f6 negres dama · h6 negres rei · d5 blanques dama · g5 blanques cavall · d4 negres peó · a3 blanques peó · b3 blanques peó · f3 negres peó · g3 blanques peó · h3 blanques peó · f2 negres cavall · h2 blanques rei · e1 negres torre | h7 blanques torre · f6 negres dama · h6 negres rei · d5 blanques dama · g5 blanques cavall · d4 negres peó · a3 blanques peó · b3 blanques peó · f3 negres peó · g3 blanques peó · h3 blanques peó · f2 negres cavall · h2 blanques rei · e1 negres torre | 5 |
| 4 | h7 blanques torre · f6 negres dama · h6 negres rei · d5 blanques dama · g5 blanques cavall · d4 negres peó · a3 blanques peó · b3 blanques peó · f3 negres peó · g3 blanques peó · h3 blanques peó · f2 negres cavall · h2 blanques rei · e1 negres torre | h7 blanques torre · f6 negres dama · h6 negres rei · d5 blanques dama · g5 blanques cavall · d4 negres peó · a3 blanques peó · b3 blanques peó · f3 negres peó · g3 blanques peó · h3 blanques peó · f2 negres cavall · h2 blanques rei · e1 negres torre | h7 blanques torre · f6 negres dama · h6 negres rei · d5 blanques dama · g5 blanques cavall · d4 negres peó · a3 blanques peó · b3 blanques peó · f3 negres peó · g3 blanques peó · h3 blanques peó · f2 negres cavall · h2 blanques rei · e1 negres torre | h7 blanques torre · f6 negres dama · h6 negres rei · d5 blanques dama · g5 blanques cavall · d4 negres peó · a3 blanques peó · b3 blanques peó · f3 negres peó · g3 blanques peó · h3 blanques peó · f2 negres cavall · h2 blanques rei · e1 negres torre | h7 blanques torre · f6 negres dama · h6 negres rei · d5 blanques dama · g5 blanques cavall · d4 negres peó · a3 blanques peó · b3 blanques peó · f3 negres peó · g3 blanques peó · h3 blanques peó · f2 negres cavall · h2 blanques rei · e1 negres torre | h7 blanques torre · f6 negres dama · h6 negres rei · d5 blanques dama · g5 blanques cavall · d4 negres peó · a3 blanques peó · b3 blanques peó · f3 negres peó · g3 blanques peó · h3 blanques peó · f2 negres cavall · h2 blanques rei · e1 negres torre | h7 blanques torre · f6 negres dama · h6 negres rei · d5 blanques dama · g5 blanques cavall · d4 negres peó · a3 blanques peó · b3 blanques peó · f3 negres peó · g3 blanques peó · h3 blanques peó · f2 negres cavall · h2 blanques rei · e1 negres torre | h7 blanques torre · f6 negres dama · h6 negres rei · d5 blanques dama · g5 blanques cavall · d4 negres peó · a3 blanques peó · b3 blanques peó · f3 negres peó · g3 blanques peó · h3 blanques peó · f2 negres cavall · h2 blanques rei · e1 negres torre | 4 |
| 3 | h7 blanques torre · f6 negres dama · h6 negres rei · d5 blanques dama · g5 blanques cavall · d4 negres peó · a3 blanques peó · b3 blanques peó · f3 negres peó · g3 blanques peó · h3 blanques peó · f2 negres cavall · h2 blanques rei · e1 negres torre | h7 blanques torre · f6 negres dama · h6 negres rei · d5 blanques dama · g5 blanques cavall · d4 negres peó · a3 blanques peó · b3 blanques peó · f3 negres peó · g3 blanques peó · h3 blanques peó · f2 negres cavall · h2 blanques rei · e1 negres torre | h7 blanques torre · f6 negres dama · h6 negres rei · d5 blanques dama · g5 blanques cavall · d4 negres peó · a3 blanques peó · b3 blanques peó · f3 negres peó · g3 blanques peó · h3 blanques peó · f2 negres cavall · h2 blanques rei · e1 negres torre | h7 blanques torre · f6 negres dama · h6 negres rei · d5 blanques dama · g5 blanques cavall · d4 negres peó · a3 blanques peó · b3 blanques peó · f3 negres peó · g3 blanques peó · h3 blanques peó · f2 negres cavall · h2 blanques rei · e1 negres torre | h7 blanques torre · f6 negres dama · h6 negres rei · d5 blanques dama · g5 blanques cavall · d4 negres peó · a3 blanques peó · b3 blanques peó · f3 negres peó · g3 blanques peó · h3 blanques peó · f2 negres cavall · h2 blanques rei · e1 negres torre | h7 blanques torre · f6 negres dama · h6 negres rei · d5 blanques dama · g5 blanques cavall · d4 negres peó · a3 blanques peó · b3 blanques peó · f3 negres peó · g3 blanques peó · h3 blanques peó · f2 negres cavall · h2 blanques rei · e1 negres torre | h7 blanques torre · f6 negres dama · h6 negres rei · d5 blanques dama · g5 blanques cavall · d4 negres peó · a3 blanques peó · b3 blanques peó · f3 negres peó · g3 blanques peó · h3 blanques peó · f2 negres cavall · h2 blanques rei · e1 negres torre | h7 blanques torre · f6 negres dama · h6 negres rei · d5 blanques dama · g5 blanques cavall · d4 negres peó · a3 blanques peó · b3 blanques peó · f3 negres peó · g3 blanques peó · h3 blanques peó · f2 negres cavall · h2 blanques rei · e1 negres torre | 3 |
| 2 | h7 blanques torre · f6 negres dama · h6 negres rei · d5 blanques dama · g5 blanques cavall · d4 negres peó · a3 blanques peó · b3 blanques peó · f3 negres peó · g3 blanques peó · h3 blanques peó · f2 negres cavall · h2 blanques rei · e1 negres torre | h7 blanques torre · f6 negres dama · h6 negres rei · d5 blanques dama · g5 blanques cavall · d4 negres peó · a3 blanques peó · b3 blanques peó · f3 negres peó · g3 blanques peó · h3 blanques peó · f2 negres cavall · h2 blanques rei · e1 negres torre | h7 blanques torre · f6 negres dama · h6 negres rei · d5 blanques dama · g5 blanques cavall · d4 negres peó · a3 blanques peó · b3 blanques peó · f3 negres peó · g3 blanques peó · h3 blanques peó · f2 negres cavall · h2 blanques rei · e1 negres torre | h7 blanques torre · f6 negres dama · h6 negres rei · d5 blanques dama · g5 blanques cavall · d4 negres peó · a3 blanques peó · b3 blanques peó · f3 negres peó · g3 blanques peó · h3 blanques peó · f2 negres cavall · h2 blanques rei · e1 negres torre | h7 blanques torre · f6 negres dama · h6 negres rei · d5 blanques dama · g5 blanques cavall · d4 negres peó · a3 blanques peó · b3 blanques peó · f3 negres peó · g3 blanques peó · h3 blanques peó · f2 negres cavall · h2 blanques rei · e1 negres torre | h7 blanques torre · f6 negres dama · h6 negres rei · d5 blanques dama · g5 blanques cavall · d4 negres peó · a3 blanques peó · b3 blanques peó · f3 negres peó · g3 blanques peó · h3 blanques peó · f2 negres cavall · h2 blanques rei · e1 negres torre | h7 blanques torre · f6 negres dama · h6 negres rei · d5 blanques dama · g5 blanques cavall · d4 negres peó · a3 blanques peó · b3 blanques peó · f3 negres peó · g3 blanques peó · h3 blanques peó · f2 negres cavall · h2 blanques rei · e1 negres torre | h7 blanques torre · f6 negres dama · h6 negres rei · d5 blanques dama · g5 blanques cavall · d4 negres peó · a3 blanques peó · b3 blanques peó · f3 negres peó · g3 blanques peó · h3 blanques peó · f2 negres cavall · h2 blanques rei · e1 negres torre | 2 |
| 1 | h7 blanques torre · f6 negres dama · h6 negres rei · d5 blanques dama · g5 blanques cavall · d4 negres peó · a3 blanques peó · b3 blanques peó · f3 negres peó · g3 blanques peó · h3 blanques peó · f2 negres cavall · h2 blanques rei · e1 negres torre | h7 blanques torre · f6 negres dama · h6 negres rei · d5 blanques dama · g5 blanques cavall · d4 negres peó · a3 blanques peó · b3 blanques peó · f3 negres peó · g3 blanques peó · h3 blanques peó · f2 negres cavall · h2 blanques rei · e1 negres torre | h7 blanques torre · f6 negres dama · h6 negres rei · d5 blanques dama · g5 blanques cavall · d4 negres peó · a3 blanques peó · b3 blanques peó · f3 negres peó · g3 blanques peó · h3 blanques peó · f2 negres cavall · h2 blanques rei · e1 negres torre | h7 blanques torre · f6 negres dama · h6 negres rei · d5 blanques dama · g5 blanques cavall · d4 negres peó · a3 blanques peó · b3 blanques peó · f3 negres peó · g3 blanques peó · h3 blanques peó · f2 negres cavall · h2 blanques rei · e1 negres torre | h7 blanques torre · f6 negres dama · h6 negres rei · d5 blanques dama · g5 blanques cavall · d4 negres peó · a3 blanques peó · b3 blanques peó · f3 negres peó · g3 blanques peó · h3 blanques peó · f2 negres cavall · h2 blanques rei · e1 negres torre | h7 blanques torre · f6 negres dama · h6 negres rei · d5 blanques dama · g5 blanques cavall · d4 negres peó · a3 blanques peó · b3 blanques peó · f3 negres peó · g3 blanques peó · h3 blanques peó · f2 negres cavall · h2 blanques rei · e1 negres torre | h7 blanques torre · f6 negres dama · h6 negres rei · d5 blanques dama · g5 blanques cavall · d4 negres peó · a3 blanques peó · b3 blanques peó · f3 negres peó · g3 blanques peó · h3 blanques peó · f2 negres cavall · h2 blanques rei · e1 negres torre | h7 blanques torre · f6 negres dama · h6 negres rei · d5 blanques dama · g5 blanques cavall · d4 negres peó · a3 blanques peó · b3 blanques peó · f3 negres peó · g3 blanques peó · h3 blanques peó · f2 negres cavall · h2 blanques rei · e1 negres torre | 1 |
|   | a | b | c | d | e | f | g | h |   |

32. Tc7 Te8
En Kaspàrov està atacant, però l'ordinador ha determinat correctament que l'atac no és una amenaça real.
33. Cd6 Te1+ 34. Rh2 Cxf2 35. Cxf7+ Rg7 36. Cg5+ Rh6 37. Txh7+ 1-0
Després de 37.... Rg6 38. Dg8+ Rf5 39. Cxf3, les negres no poden afrontar les amenaces simultànies de 40. Cxe1, 40. Tf7 i 40. Dd5+. En Kaspàrov abandonà.